# Kirchen (Sieg)
Kirchen (Sieg) est une ville allemande située dans le land de Rhénanie-Palatinat, arrondissement d'Altenkirchen (Westerwald), à la frontière avec la Rhénanie-du-Nord-Westphalie. C'est une station climatique reconnue, arrosée par la rivière Sieg.

## Personnalités
- Jürgen Alberts (1946-), auteur de romans policiers
- Georg Bätzing (1961-), évêque de Limburg
- Uwe Alzen (1967-), coureur automobile
- Thomas Kraft (1988-) footballeur